# En attendant Godot
Cet article possède un paronyme, voir En attendant Dogo.
En attendant Godot est une pièce de théâtre en deux actes, écrite en français en 1948 par Samuel Beckett et publiée en 1952 à Paris aux Éditions de minuit. Une des particularités de la pièce vient du fait que le nombre de scènes n'est ni décompté ni annoncé. La première page du manuscrit français porte la date du « 9 octobre 1948 », et la dernière celle du « 29 janvier 1949 ».
Elle a été inscrite dans le courant du théâtre de l'absurde.

## Création
Après l'écriture d'Eleuthéria, où Samuel Beckett s'était retrouvé dépassé par trop d'actions et de personnages, il choisit de s'attaquer à un sujet plus simple : « J'ai commencé d'écrire Godot pour me détendre, pour fuir l'horrible prose que j'écrivais à l'époque », « la sauvage anarchie des romans », déclara l'auteur.
La création a eu lieu le 4 janvier 1953 au Théâtre de Babylone, avec une mise en scène de Roger Blin qui jouait lui-même le rôle de Pozzo. Il était accompagné de Pierre Latour en Estragon, Lucien Raimbourg en Vladimir, Jean Martin en Lucky et Serge Lecointe qui jouait le garçon. Roger Blin, qui jouait initialement Lucky, avait choisi Pierre Louki pour le rôle de Pozzo, mais quand Louki a quitté le projet, Blin a confié le rôle de Lucky à Jean Martin et a assumé Pozzo lui-même.

## Présentation

### Personnages
- Vladimir : Il est le plus mûr et responsable des deux personnages principaux. Estragon l'appelle « Didi » et l'enfant l'appelle « Monsieur Albert ».
- Estragon : Faible et en quête de protection, Vladimir l'appelle « Gogo ». Il a une mauvaise mémoire et a besoin de l'aide de Vladimir.
- Pozzo : Dans le premier acte, il reste aux côtés de Vladimir et Estragon ; dans le second acte, il est aveugle et ne se souvient pas des événements de la nuit précédente.
- Lucky : Esclave de Pozzo, il divertit dans le premier acte, mais dans le second acte, il est mentalement affaibli.
- Le garçon : Il apparaît à la fin de chaque acte pour annoncer à Vladimir que Godot ne viendra pas ce soir-là.

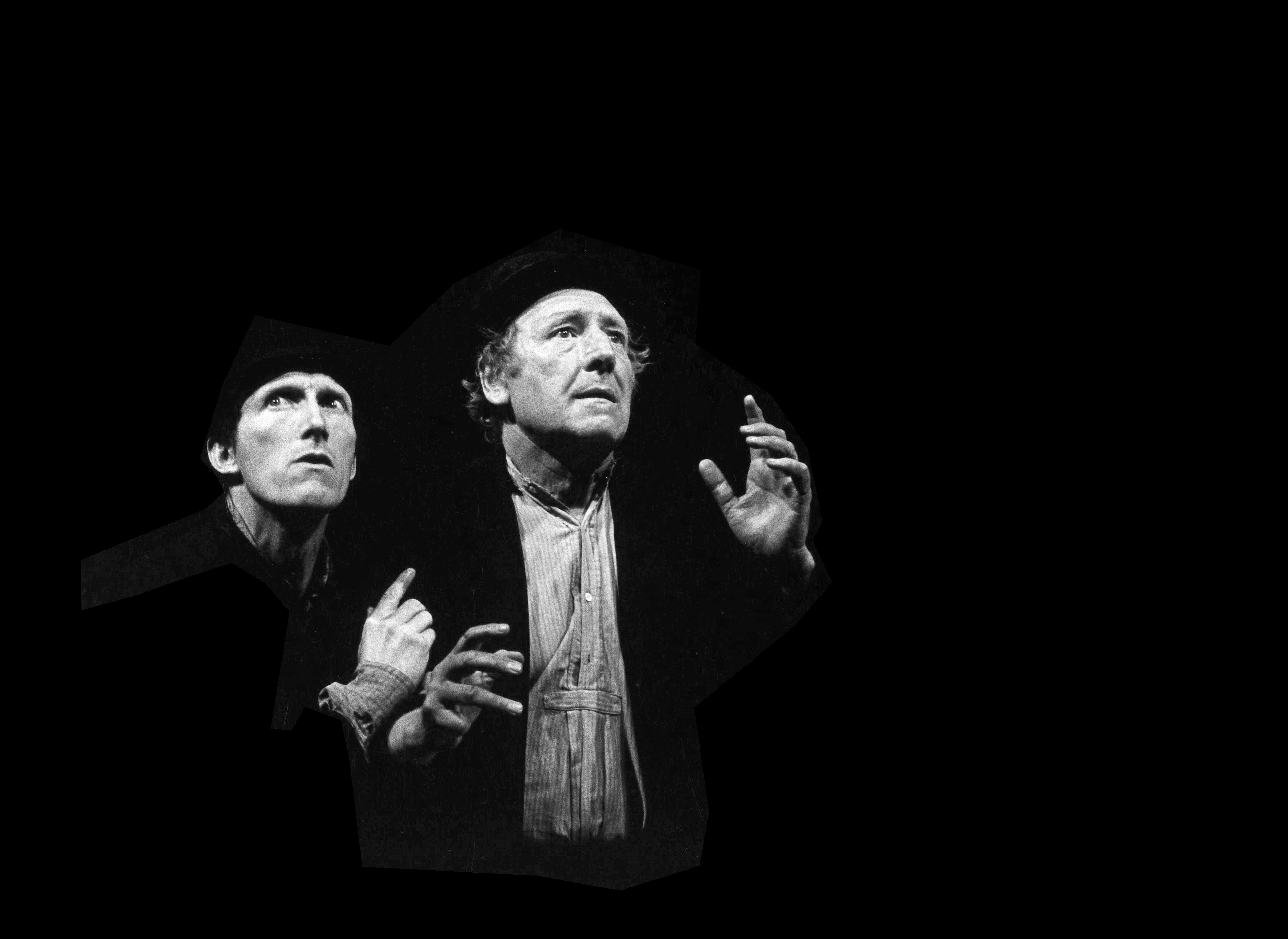
En attendant Godot, au Festival d'Avignon de 1978 avec Rufus (Estragon) et Georges Wilson (Vladimir).

### Résumé
Deux vagabonds, Vladimir et Estragon, se retrouvent sur scène, dans un lieu (« Route de campagne avec arbre ») à la tombée de la nuit pour attendre « Godot ».
Des inquiétudes naissent : est-ce le bon jour ou le bon endroit ? Peut-être est-il déjà passé ? Que faire en attendant ? Au milieu du premier acte, un autre couple entre en scène : Pozzo et Lucky. Le premier est un homme très autoritaire, le propriétaire des lieux si l'on en croit son discours. Le second est un Knouk, une sorte d'esclave, un sous-homme tenu en laisse, que Pozzo commande tyranniquement. Le jeu continue quelque temps, Estragon reçoit un coup de Lucky. Pour Vladimir, le traitement subi par Lucky est « une honte » ; « un scandale », ajoute Estragon.
Pozzo ordonne à Lucky de danser : celui-ci n'arrive qu'à produire une brève « danse du filet ». Puis Pozzo lui ordonne de penser. Jusque-là muet, Lucky se met à « travailler du chapeau » en se lançant dans une très longue tirade d'apparence savante, mais sans aucune ponctuation, morcelée et inintelligible, et il faut l'arrêter de force. Les deux nouveaux venus disparaissent, et les vagabonds se trouvent à nouveau seuls sur scène.
Godot n'est pas venu. Un jeune garçon apparaît, envoyé par l'absent pour dire qu'il viendra le lendemain. Vladimir a l'impression d'avoir déjà vécu cette scène, mais le garçon ne se le rappelle pas. Fin de l'acte I.
Acte II : la lumière de la scène se rallume sur le même décor. Seul l'arbre a changé d'apparence : il a quelques feuilles. Au début de l'acte, en l'absence d'Estragon, Vladimir est « heureux et content », ce qui fait de la peine à Estragon à son arrivée sur scène : « Tu vois, tu pisses mieux quand je ne suis pas là ». Le premier acte semble se rejouer, plus rapide et en présentant des variations. Estragon ne se souvient pas du jour précédent malgré les efforts de Vladimir pour le lui rappeler. Arrivés sur scène, Pozzo et Lucky tombent au sol. L'aide se fait attendre, Estragon souhaitant la monnayer, et Vladimir se lançant dans des tirades sur la nécessité d'agir. Pozzo affirme être devenu aveugle et Lucky est devenu muet, mais il ne se rappelle plus quand, « un jour pareil aux autres ». Les deux vagabonds se vengent des sévices que Lucky avait infligés à Estragon. À la fin de la pièce, le garçon de l'acte I vient délivrer le même message, sans se souvenir être venu la veille. Les deux compères envisagent de se suicider en se pendant à l'arbre. Estragon dénoue sa ceinture, son pantalon tombe. Ils y renoncent car ils cassent la ceinture en voulant s'assurer de sa solidité. Enfin, un dernier échange : « Allons-y », dit Estragon. « Ils ne bougent pas », précise Beckett en didascalie.

## Analyse
Godot est probablement l'œuvre la plus célèbre du dramaturge irlandais, et de nombreux livres et articles ont tenté de découvrir qui était Godot. L'une des tentatives d'explications récurrentes du titre est que Godot serait le mélange du mot anglais « God- » (Dieu) et d'un suffixe français populaire « -ot ». Cette explication donnerait une dimension métaphysique à la pièce : les deux personnages attendent l'arrivée d'une figure transcendante pour les sauver, mais elle ne vient jamais.
Beckett a toujours refusé cette interprétation : « Si j'avais voulu faire entendre cela, je l'aurais appelé Dieu, pas Godot ». Il a lui-même montré qu'il y avait une pluralité d'interprétations possibles : « Du reste il existe une rue Godot, un coureur cycliste appelé Godot ; comme vous voyez les possibilités sont presque infinies ». Quand Roger Blin lui demanda qui ou ce que Godot représentait, Beckett répondit que ce nom lui était venu par association avec les termes d'argot « godillot, godasse », les pieds jouant un rôle prépondérant dans la pièce. Il affirma également n'avoir lu Le Faiseur de Balzac, où les personnages attendent la venue d'un « Monsieur Godeau » pour les sauver de la ruine, qu'après avoir écrit Godot. Il a été suggéré qu'il aurait plutôt pu être influencé par un film adapté de Mercadet sous un titre différent avec Buster Keaton, dont Beckett avait été admirateur et qu'il approcha plus tard pour Film.
Beckett précise aussi en janvier 1952 dans une lettre à Michel Polac :

« Je ne sais pas plus sur cette pièce que celui qui arrive à la lire avec attention. [...] Je ne sais pas qui est Godot. Je ne sais même pas, surtout pas, s'il existe. [...] Quant à vouloir trouver à tout cela un sens plus large et plus élevé, à emporter après le spectacle, avec le programme et les esquimaux, je suis incapable d'en voir l'intérêt. Mais ce doit être possible. »

La pièce a souvent été vue comme une illustration de l'absurdité de la vie, ou bien comme une réflexion métaphysique sur la condition humaine, avec, selon la mise en scène, un caractère burlesque plus ou moins appuyé.
Une lecture historique ancrant de manière subtile les personnages dans la période des persécutions nazies a été plus récemment développée par Valentin et Pierre Temkine.

## Premières représentations
La pièce fit scandale à l'époque. Les premières semaines de représentation, la moitié de la salle sortait avant la fin de l'acte I. D'autres spectateurs agacés restaient pour contrarier le jeu des acteurs en huant et en faisant du bruit. Godot déclenchait chaque soir des batailles rangées entre les défenseurs de la pièce et les mécontents. La situation a dégénéré un soir en une bagarre et le rideau s'est baissé au début de l'acte II. C'est aussi ce qui l'a rendue célèbre : les gens se déplaçaient pour vivre le scandale, plus que pour découvrir un jeune auteur.
L'acteur qui jouait Estragon, Pierre Latour, ne voulait pas baisser son pantalon à la fin de la pièce, car il trouvait cela ridicule. En l'apprenant, Beckett écrivit à Blin pour lui expliquer que la chute du pantalon était une des choses les plus importantes de la pièce. Après de longues négociations, Latour accepta. Le pantalon tomba. L'effet produit fut assez inattendu : ce fut un des rares moments de Godot où personne ne rit.
Beckett insistait pour que cette pièce fût jouée par des hommes. Il refusa ainsi que des femmes la jouent aux Pays-Bas, expliquant « en riant » dans une interview que « les femmes n’ont pas de prostate, elles ne peuvent pas jouer le rôle d’un homme ».

## Autour de Godot

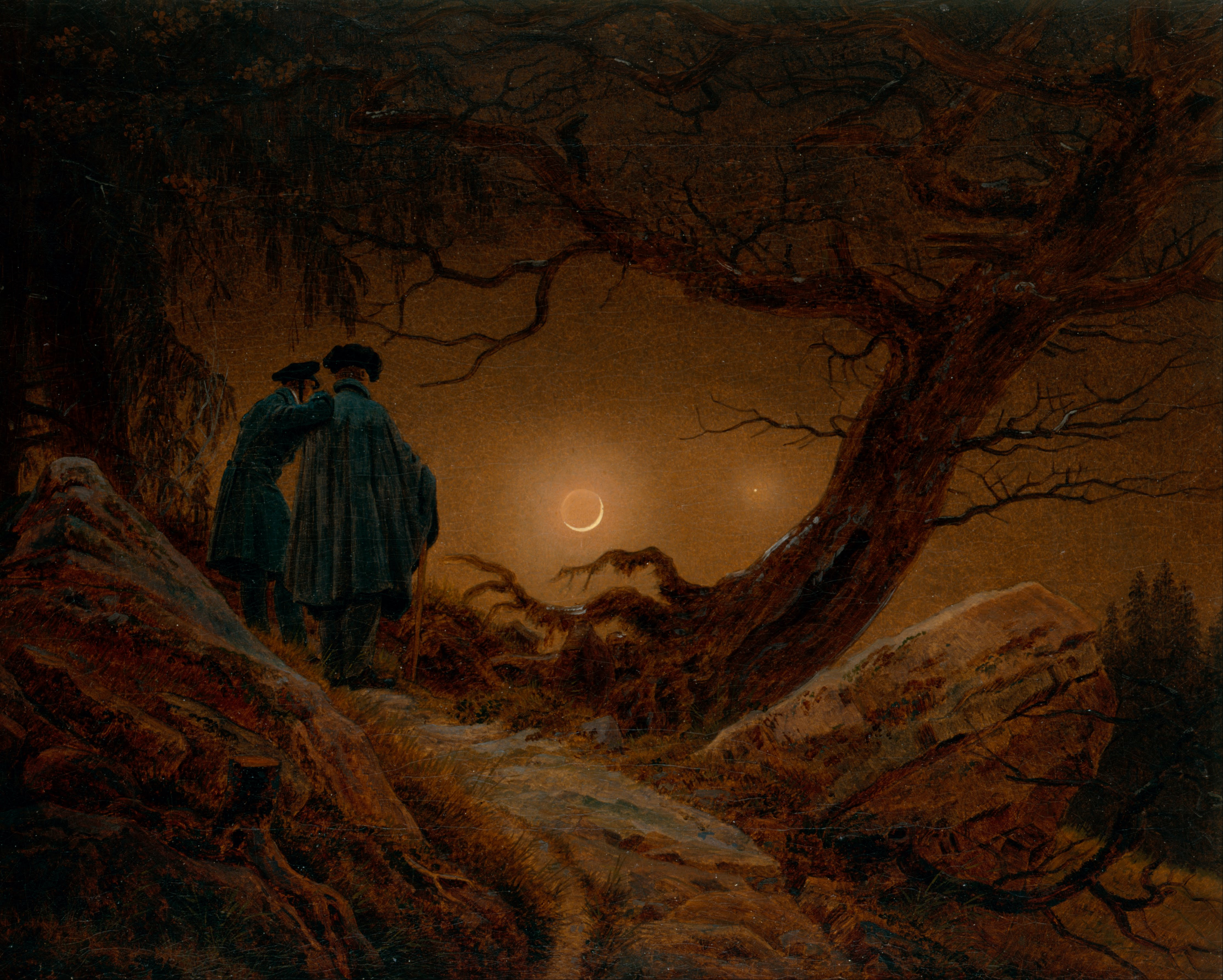
Caspar David Friedrich, Deux hommes contemplant la lune (1819) 33 × 44,5 cm Galerie Neue Meister.

- En attendant Godot est classé à la 12e place des 100 meilleurs livres du XXe siècle.
- Pour la parodie du bon larron dans En attendant Godot, voir Bon Larron.
- En 1972, Claudio Lolli a publié l'album Aspettando Godot contenant la chanson éponyme s'inspirant de la pièce.
- En 1989, une adaptation de la pièce a été réalisée au cinéma par Walter D. Asmus (en), sous la direction de Beckett lui-même, avec dans les principaux rôles Roman Polanski, Jean-François Balmer, Jean-Pierre Jorris et Rufus.
- Dans le troisième volet de la trilogie vidéo-ludique Phoenix Wright, Phoenix Wright: Ace Attorney - Trials and Tribulations, l'un des principaux protagonistes s'appelle Godot. Son implication complexe dans l'intrigue explique le clin d’œil au titre de la pièce de théâtre.
- Dans l'épisode 16 de la saison 8 de la série Urgences, le personnage de Luka Kovač propose des significations de la pièce à Susan Lewis.
- L'écrivain Stéphane Lambert a, dans son essai intitulé Avant Godot, creusé le lien, reconnu par Beckett lui-même, entre En attendant Godot et le tableau Deux Hommes contemplant la Lune, de Caspar David Friedrich.
- L'écrivain japonais Betsuyaku Minoru a écrit une suite à En attendant Godot intitulée Yatte-kita Godō『やってきたゴドー』 (Godot est arrivé) représentée pour la première fois à Tokyo en mars 2007.
- Un moteur de jeu vidéo a été appelé Godot en référence au fait que, dans la pièce, on attend Godot sans savoir s'il arrivera un jour.
- Dans le DLC Blood and Wine du jeu vidéo The Witcher 3, une quête est nommée En attendant Goe et Doe en référence à la pièce paronyme[12].
- La pièce a été jouée, sous la direction de Jan Jönson, par des prisonniers suédois dont l'histoire a fait l'objet d'une adaptation cinématographique française, Un triomphe.
- Un épisode de la série télévisée Cocovoit faisant référence à la pièce a été diffusé sur la chaîne Comédie+ en 2018.
- Dans la pièce Le métro de Gaza mise en scène par Hervé Loichemol, une femme attend indéfiniment à une des stations. « Peut-être Godot ? », proposera l'un des personnages, ouvrant un regard sur le racisme visant les Gazaouis : « Vous connaissez Becket ? ».